# Børnehuset (dokumentarfilm)
Børnehuset er en dansk dokumentarfilm fra 1997 instrueret af Helle Hansen.

## Handling
Dokumentarfilm der følger dagligdagen i Børnehuset i Sankt Peders Stræde i København, et hus for unge, hvoraf mange har rødder i det autonome miljø